# توغان‌بای
توغان‌بای (به قزاقی: Tuganbay) یک منطقهٔ مسکونی در قزاقستان است که در شهرستان تلگر واقع شده‌است. توغان‌بای ۲٬۲۷۵ نفر جمعیت دارد.